# Jobs Act
Jobs Act è una locuzione inglese che indica informalmente una riforma del diritto del lavoro in Italia volta a flessibilizzare il mercato del lavoro. Promossa e attuata dal governo Renzi attraverso l'emanazione di diversi provvedimenti legislativi, è stata completata nel 2016. Il nome è ispirato all'omonimo provvedimento dell'amministrazione Obama negli Stati Uniti d'America nel 2012, che però aveva caratteristiche differenti.

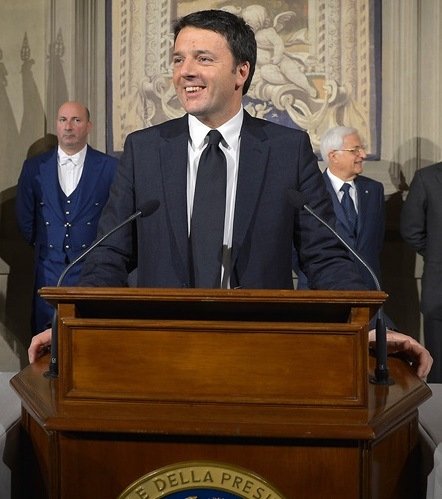
Matteo Renzi

Il provvedimento, aspramente avversato da vari gruppi politici e da alcuni sindacati, fu adottato nell'intento di ridurre la disoccupazione stimolando le imprese ad assumere.

## Storia
Durante il governo Letta, nel gennaio 2014 Matteo Renzi, neo-segretario eletto del Partito Democratico (partito di maggioranza relativa in parlamento nonché partito di appartenenza del premier in carica) promosse l'idea di una riforma del mercato del lavoro con l'introduzione di un contratto unico a tutele crescenti, di una creazione di un'agenzia nazionale per l'impiego e di un assegno universale di disoccupazione, oltre che di semplificazione delle regole esistenti e di riforma della rappresentanza sindacale.
Con il successivo governo Renzi, il premier Matteo Renzi e i suoi ministri emanarono la riforma conosciuta come Jobs Act, dividendola in due provvedimenti: il decreto-legge 20 marzo 2014, n. 34 (anche noto come "decreto Poletti", dal Ministro del Lavoro Giuliano Poletti) e la legge 10 dicembre 2014, n. 183, che conteneva numerose deleghe da attuare con decreti legislativi, tutti emanati nel corso del 2015. Nello stesso anno, sebbene il governo l'abbia più volte negato, secondo la sentenza della Suprema Corte di Cassazione - sezione Lavoro - del 26 novembre 2015, n. 24157 la normativa si applicherebbe anche ai dipendenti statali. Tale orientamento è stato però ribaltato dalla successiva sentenza n. 11868 del 9 giugno 2016, che afferma che ai dipendenti pubblici si applicherebbe l'art. 18 dello statuto dei lavoratori come non modificato dalla riforma del lavoro Fornero determinando di fatto, secondo alcuni giuslavoristi, una discriminazione.
Secondo il rapporto ISTAT di settembre 2016 il numero di occupati in Italia risulta 22,83 milioni di persone, incrementati di 563 000 unità rispetto al marzo 2014 in cui essi erano 22,27 milioni. A settembre 2018 gli occupati in Italia sono ulteriormente incrementati, raggiungendo i 23,3 milioni di persone, anche se è stata fortemente criticata la correlazione tra crescita degli occupati e modifiche normative, data la presenza di incentivi fiscali alle assunzioni.

## I contenuti
I contenuti principali sono:
- l'introduzione del contratto a tempo indeterminato a tutele crescenti e la possibilità da parte del datore di lavoro di licenziare un lavoratore dipendente senza giusta causa, prevedendo l'applicazione dell'articolo 18 dello statuto dei lavoratori dopo i primi tre anni di rapporto, ma la reintegrazione nel posto di lavoro viene limitata ad alcuni casi particolari, venendo sostituita in generale dal diritto ad ottenere una indennità a titolo di risarcimento.
- i contratti a tempo determinato possono essere prorogati fino ad un massimo di 5 volte. Alla 6° proroga scatta l'assunzione a tempo indeterminato.
- la rimodulazione dei contratti di lavoro dipendente esistenti in Italia;
- la creazione della NASpI (Nuova Assicurazione Sociale per l'Impiego);
- piano di incentivi e decontribuzione per le imprese per favorire le assunzioni a tempo indeterminato.

## Le norme
La riforma ha delegato il governo italiano a emanare diversi provvedimenti legislativi; essi sono:
- Legge 16 maggio 2014, n. 78
- Legge 10 dicembre 2014, n. 183;
- Decreto legislativo 4 marzo 2015, n. 22;
- Decreto legislativo 4 marzo 2015, n. 23;
- Decreto legislativo 15 giugno 2015, n. 80;
- Decreto legislativo 15 giugno 2015, n. 81;
- Decreto legislativo 14 settembre 2015, n. 148;
- Decreto legislativo 14 settembre 2015, n. 149;
- Decreto legislativo 14 settembre 2015, n. 150;
- Decreto legislativo 14 settembre 2015, n. 151.
- Decreto legislativo 8 ottobre 2016, n. 185.

### Decreto-legge n. 34/2014
Decreto avente ad oggetto i contratti di lavoro con contratto a tempo determinato e di apprendistato.

### Legge n. 183/2014
La principale novità prevista dalla legge delega riguarda il contratto a tutele crescenti, un nuovo tipo di contratto per i nuovi assunti a tempo indeterminato che prevede una serie di garanzie destinate ad aumentare man mano che passa il tempo, finalizzato a contrastare il precariato.

### Decreto legislativo n. 22/2015
Il decreto legislativo 4 marzo 2015, n. 22 (Disposizioni per il riordino della normativa in materia di ammortizzatori sociali in caso di disoccupazione involontaria e di ricollocazione dei lavoratori disoccupati, in attuazione della legge 183/2014) è stato emanato in seguito alla deliberazione del Consiglio dei Ministri del 24 dicembre 2014. I contenuti principali:
- La norma abolisce l'"Assicurazione Sociale Per l'Impiego" (ASPI). Al suo posto è costituita la Nuova Prestazione di Assicurazione Sociale per l'Impiego (NASpI) che prevede un sussidio decrescente della durata massima di 24 mesi.
- Il decreto costituisce per l'anno 2015 uno speciale sussidio di disoccupazione chiamato Disoccupazione per i Collaboratori (DIS-COLL) che varrà per i lavoratori con contratti Co.co.co., i quali potranno disporre di un assegno di disoccupazione della durata massima di sei mesi, nel caso perdano il lavoro e abbiano versato più di tre mesi di contributi nell'anno solare e almeno un mese nell'anno precedente al momento in cui hanno perso il proprio impiego.[9] La ratio del nuovo sussidio è quella di allargare la platea dei beneficiari, estendendola anche ai lavoratori parasubordinati. La natura sperimentale è dovuta al fatto che, a partire dal 1º gennaio 2016, non sarà più possibile di regola stipulare contratti di lavoro di tipo Co.co.co.[senza fonte]
- Per l'anno 2015 è inoltre introdotto in via sperimentale l'"Assegno Sociale di Disoccupazione" (ASDI), un ulteriore assegno di disoccupazione a cui avrà diritto chi, scaduta la NASPI, non ha trovato impiego e si trovi in condizioni di particolare necessità. L'importo dell'ASDI è pari al 75% dell'importo della NASPI.

### Decreto legislativo n. 23/2015
Il d.lgs. 4 marzo 2015, n. 23 ha introdotto il contratto di lavoro a tempo indeterminato a tutele crescenti e dettato anche disposizioni in tema di licenziamento: le nuove disposizioni si applicano per i lavoratori assunti con contratto di lavoro subordinato a tempo indeterminato a decorrere dalla data di entrata in vigore del decreto (cioè dal 7 marzo 2015), nonché ai casi di conversione, successiva all'entrata in vigore del decreto, di contratti a tempo determinato o di apprendistato in contratti a tempo indeterminato. Per gli altri contratti, invece, continua ad applicarsi la tutela ex art. 18 dello statuto dei lavoratori.
Il decreto, modificando l'articolo 18 dello Statuto dei Lavoratori, dispone che in caso di licenziamento senza giustificato motivo oggettivo, il datore di lavoro dovrà versare al lavoratore dipendente un indennizzo pari a due mesi di stipendio per ogni anno di lavoro nell'azienda, da un minimo di 4 a un massimo di 6 mesi di indennizzo per le aziende con meno di 15 dipendenti e da 12 mesi a 24 mesi di indennizzo per le aziende con più di 15 dipendenti. Le nuove regole prevedono anche la possibilità di ricorrere alla conciliazione veloce, nella quale il datore di lavoro offre una mensilità per ogni anno di anzianità fino a un massimo di 18 mensilità, stabilendone l'applicazione solo alle imprese con più di 15 dipendenti. Sono poi predisposte analoghe tutele per i licenziamenti discriminatori e per quelli disciplinari per i quali venga provata l'insussistenza del fatto contestato (per i quali viene imposto il reintegro del dipendente).
Secondo un comunicato diffuso il 26 settembre 2018 dall'Ufficio Stampa della Corte costituzionale (emesso in attesa del deposito della sentenza), la Consulta ha dichiarato l'illegittimità dell'articolo 3, comma 1 del decreto legislativo n. 23/2015, nella parte non modificata dal successivo decreto-legge n. 87/2018 (cosiddetto "Decreto Dignità"), in merito al criterio di determinazione dell’indennità spettante al lavoratore ingiustificatamente licenziato determinata soltanto in base all'anzianità di servizio.
Con successiva sentenza n. 150 del luglio 2020 la Corte costituzionale ha dichiarato l'incostituzionalità dell'art. 4 del D.Lgs. 23/2015 per violazione dei principi costituzionali di eguaglianza, ragionevolezza e tutela del lavoro, limitatamente alla parte in cui, per la determinazione dell'indennità minima da corrispondere al lavoratore in caso di licenziamento illegittimo per vizi formali o procedurali, fa esclusivo riferimento all'anzianità di servizio.
La Corte Costituzionale ha dichiarato illegittmo anche l'articolo 2, comma 1, con sentenza 22/2024.
L'articolo 3, comma 2, è stato dichiarato illegittimo alla Corte Costituzionale, con la sentenza 128/2024; nello specifico, nel caso che sia dimostrata l'insussistenza di un licenziamento per giustificato motivo oggettivo, il lavoratore ha diritto ad essere reintegrato sul posto di lavoro.

### Decreto legislativo n. 80/2015
Il decreto legislativo 15 giugno 2015, n.80 istituisce alcune misure volte a conciliare le esigenze lavorative con quelle di cura, di vita, di assistenza familiare. In particolare, gli articoli 23 e seguenti disciplinano l'istituto del telelavoro.

### Decreto legislativo n. 81/2015
Il d.lgs. 15 giugno 2015, n. 81, ha ribadito che il contratto di lavoro subordinato a tempo indeterminato costituisce la forma contrattuale comune di un rapporto di lavoro, e all'art. 3 ha modificato la disciplina del mutamento delle mansioni riducendo i limiti preesistenti, sia mediante l'estensione dello ius variandi del datore di lavoro, sia prevedendo ipotesi di derogabilità dei nuovi limiti per opera tanto dell'autonomia individuale, quanto di quella collettiva.
Il decreto ha inoltre abolito la tipologia del contratto di co.co.pro., tranne che per i contratti ancora in corso all'entrata in vigore della norma.
In aggiunta, l'Art. 55 ha abrogato numerosi articoli della legge Biagi tra cui il comma 3 dell'art 20 del d.lgs. 276/2003 che istituiva le specializzazioni della somministrazione di lavoro e la possibilità di iscrivere anche le agenzie di somministrazione di lavoro specialiste in un particolare settore. Dall'entrata in vigore del decreto legislativo, non è più stato possibile iscrivere nuove agenzie di somministrazione di lavoro di tipo specialista, ovvero iscritte nella seconda sezione dell'albo delle agenzie per il lavoro e tutte le Agenzie saranno considerate di tipo generalista e quindi iscritte nella prima sezione dell'albo. Le agenzie di somministrazione specialiste in un determinato settore, che erano iscritte fino a quel momento, hanno mantenuto la loro iscrizione nella seconda sezione dell'albo, e sono e saranno le uniche in tutta Italia che hanno questo status con requisiti particolari. Consultando la seconda sezione dell'albo delle agenzie per il lavoro, si tratta di sole nove agenzie in tutta Italia, ovvero Mediatica, Best Engage, Docs Italia, Iss, Aizoon Technology, VitAssistance, Specialisterne ed Eximie.

### Decreto legislativo n. 148/2015
Il decreto riforma degli ammortizzatori sociali in costanza di rapporto di lavoro: rappresenta un testo organico delle disposizioni in materia di integrazione salariale ordinaria e straordinaria e di fondi bilaterali di solidarietà.

### Decreto legislativo n. 149/2015
Il decreto introduce una riforma dell'attività ispettiva in materia di lavoro, creando una nuova agenzia governativa, con sede in Roma, l'"ispettorato nazionale del lavoro" nel quale confluiscono i servizi ispettivi di INPS e INAIL, rendendo il ruolo degli ispettori dei predetti enti ad esaurimento. (Tuttavia il decreto legge 2 marzo 2024, n. 19 convertito in legge 29 aprile 2024 n. 56 li ha però in seguito ripristinati).

### Decreto legislativo n. 150/2015
Il decreto legislativo n. 150 del 14 settembre 2015 contiene disposizioni per il riordino della normativa in materia di lavoro e di politiche attive. In particolare, l'articolo 4 istituisce l'Agenzia Nazionale per le Politiche Attive del Lavoro (ANPAL) a decorrere dal 1º gennaio 2016. Il compito dell'ANPAL è quello di coordinare, su tutto il territorio nazionale, le misure di politica attiva del lavoro, in favore dei cittadini iscritti nelle liste tenute presso i centri per l'impiego, oltre alla vigilanza che suddetti centri eroghino le prestazioni nei loro livelli essenziali (LEP).

### Decreto legislativo n. 151/2015
Emanato in attuazione della delega conferita dalla legge 10 dicembre 2014, n. 183, il decreto modifica radicalmente il disposto dell'articolo 4 dello Statuto dei lavoratori: confermando sostanzialmente le previgenti disposizioni in tema di impianti audiovisivi e altri strumenti di controllo “fissi”, prevede invece una disciplina semplificata per l’utilizzo degli strumenti necessari al lavoratore per svolgere la propria prestazione lavorativa, come pure per le apparecchiature di rilevazione e di registrazione degli accessi e delle presenze.
Con una nota di data 18 giugno 2015, il Ministero del lavoro e delle politiche sociali è intervenuto per fornire chiarimenti sulla questione dei cosiddetti “controlli a distanza”, a seguito della riforma dell’articolo 4 dello statuto dei lavoratori, chiarendo che la riforma non “liberalizza” in maniera indiscriminata i controlli ma si limita a fare chiarezza circa il concetto di "strumenti di controllo a distanza" e i limiti di utilizzabilità dei dati raccolti attraverso questi strumenti, in linea con le indicazioni che il garante per la protezione dei dati personali ha fornito negli ultimi anni e, in particolare, con le linee guida del 2007 sull'utilizzo della posta elettronica e di internet.
Sempre in tema di controlli a distanza, l'ispettorato nazionale del lavoro nella circolare n. 2 del 7 novembre 2016 ha fornito indicazioni operative volte a chiarire entro quali limiti l’installazione su autovetture aziendali di apparecchiature di localizzazione satellitare GPS sia soggetta alle condizioni e procedure previste dal nuovo art. 4, comma 1, della legge n. 300/1970.

### Decreto legislativo n. 185/2016
Entrato in vigore in data 8 ottobre 2016, riguarda l'operato che i datori di lavoro sono tenuti a seguire, specialmente per le assunzioni dei lavoratori e anche riguardante la loro sicurezza.

### Consulta, sentenza n. 22/2024
La sentenza n. 22/2024 ha abrogato l’articolo 2, primo comma, del decreto legislativo 4 marzo 2015, n. 23, limitatamente alla parola “espressamente”. Ciò ripristina l'obbligo di reintegrazione nel posto di lavoro per tutti i casi di licenziamento nullo, come era già previsto dalla legge delega, inclusi anche quelli per i quali il Jobs Act o la norma imperativa non prevedono espressamente un divieto di licenziamento a pena di nullità.

## I referendum abrogativi del 2025
Nel 2024 la CGIL ha avviato la raccolta delle firme per il referendum abrogativo relativo ai licenziamenti della norma che abolisce la tutela reale prevista dall'articolo 18 dello Statuto dei Lavoratori e per l'articolo che nelle imprese di piccole dimensioni fissa un tetto massimo all'indennizzo economico della tutela obbligatoria, non aumentabile dal giudice. Il quesito referendario riguarda anche la tutela obbligatoria nelle imprese con meno di 15 dipendenti. La CGIL propone di abolire il limite massimo di sei mensilità, lasciando al giudice la libera determinazione del danno.
Le votazioni sono state fissate per l'8 e il 9 giugno 2025, ma i referendum  non sono stati validi per il mancato raggiungimento del quorum richiesto ovverosia la maggioranza assoluta degli aventi diritto al voto, poiché i votanti sono stati il 30%.

## Controversie e polemiche
Ad appoggiare l'intervento legislativo è stata la maggioranza a sostegno del governo Renzi, con alcune critiche ed eccezioni nell'ambito dello stesso Partito Democratico. La legge è stata giudicata molto positivamente dalle istituzioni economiche internazionali come il Fondo Monetario Internazionale, la Banca Mondiale, la Banca centrale europea e l'OCSE.
Oltre ai partiti di opposizione, si sono espressi criticamente anche i sindacati, in particolare CGIL e UIL, che il 12 dicembre 2014 hanno tenuto uno sciopero generale di protesta contro il Jobs Act (in particolare per le modifiche all'articolo 18 dello statuto dei lavoratori prevista nella legge), contro le modifiche alla disciplina del contratto di lavoro a tempo indeterminato e contro la legge 23 dicembre 2014, n. 190 (legge di stabilità per l'anno 2015).
L'11 gennaio 2017 la Consulta ha bocciato tre quesiti referendari per i quali la CGIL aveva raccolto più di 3 milioni di firme. Il sindacato chiedeva il ripristino della responsabilità in solido fra appaltatore e appaltante, nonché il ripristino dell'articolo 18 con la cancellazione della liberalizzazione dei licenziamenti per motivi economici.
Una valutazione complessiva e definitiva sull'efficacia dei diversi provvedimenti è estremamente problematica data la numerosità dei fattori da considerare, mentre più condiviso è il giudizio sull'impatto provvisorio degli incentivi alle aziende, attestato anche dal fatto che nel 2016 è stato registrato un netto calo di assunzioni.
Gli incentivi monetari (la decontribuzione) avrebbero causato un'impennata di assunzioni e trasformazioni di contratti dal determinato all'indeterminato durante l'anno in cui sono state in vigore. Gli incentivi legislativi (la riduzione dei costi di licenziamento dell'indeterminato), invece, non hanno inizialmente avuto gli effetti sperati. Infatti i contratti a tempo determinato hanno continuato a essere la forma preferita di impiego subito dopo la fine della decontribuzione. Secondo alcuni studi, il decreto Poletti, liberalizzando il contratto a tempo determinato, avrebbe mantenuto quest'ultimo più attrattivo dell'indeterminato, più che compensando gli effetti della riduzione dei costi di licenziamento introdotti con le tutele crescenti. Una ulteriore prova sarebbe il fatto che i contratti indeterminati a tutele crescenti sono tornati a essere la forma preferita di assunzione solo dopo la riforma della disciplina dei contratti a tempo determinato del luglio 2018 chiamata "Decreto dignità". Tuttavia, secondo alcuni studi pubblicati in Italia tra il 2018 ed il 2019, il nuovo contratto a tutele crescenti introdotto dalla riforma ha comunque prodotto un, seppur modesto, aumento dell'occupazione, distinto da quello dovuto agli incentivi alle imprese.